# Киянівський провулок
Кия́нівський прову́лок — провулок у Шевченківському районі міста Києва, місцевості Старий Київ, Копирів кінець. Пролягає від Вознесенського узвозу до Дегтярної вулиці (сполучається сходами).

## Історія
Один із давніх провулків Києва. На межі XIX—XX століть був відомий під двома паралельними назвами — теперішньою як офіційною та Вознесенський провулок (під цією назвою фігурує на карті 1900 року). 1901 року Дума погодилася із пропозицією мешканців про його офіційне перейменування у Вознесенський, однак рішення чинності не набуло.
Майже всю стару забудову, здійснену наприкінці XIX — на початку ХХ століття, було знесено у 1-й половині 1980-х років. Залишився лише будинок № 2 та згодом, вже у 1990-ті роки, було відбудовано будинок № 5.

## Зображення

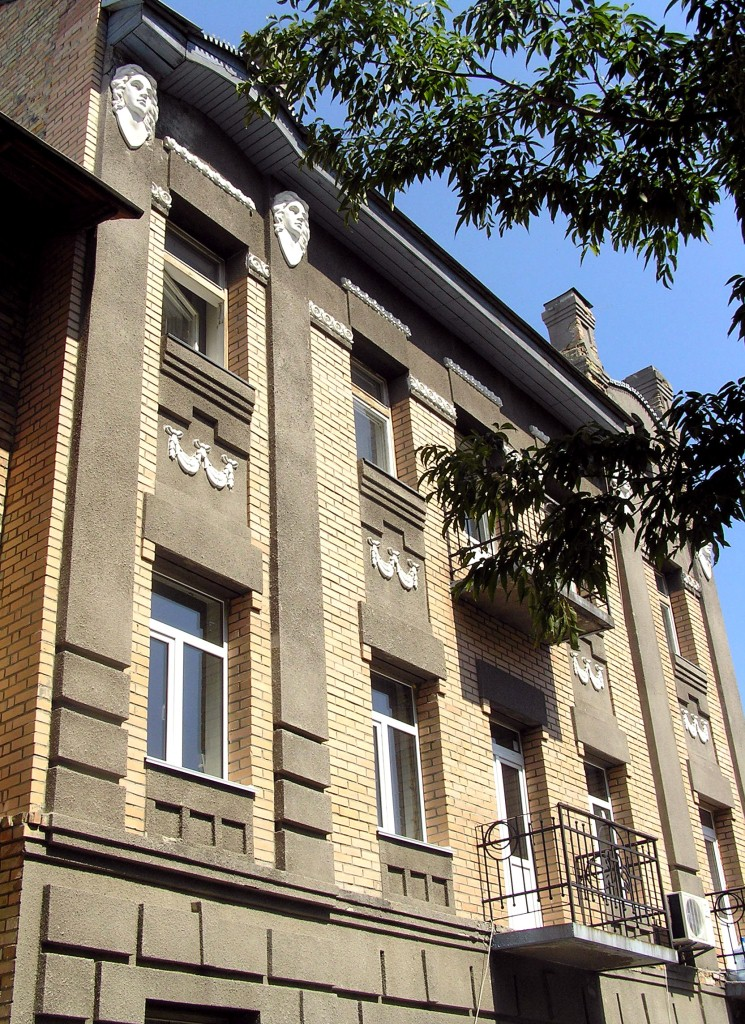
Будинок № 3-7